# Ben Burtt

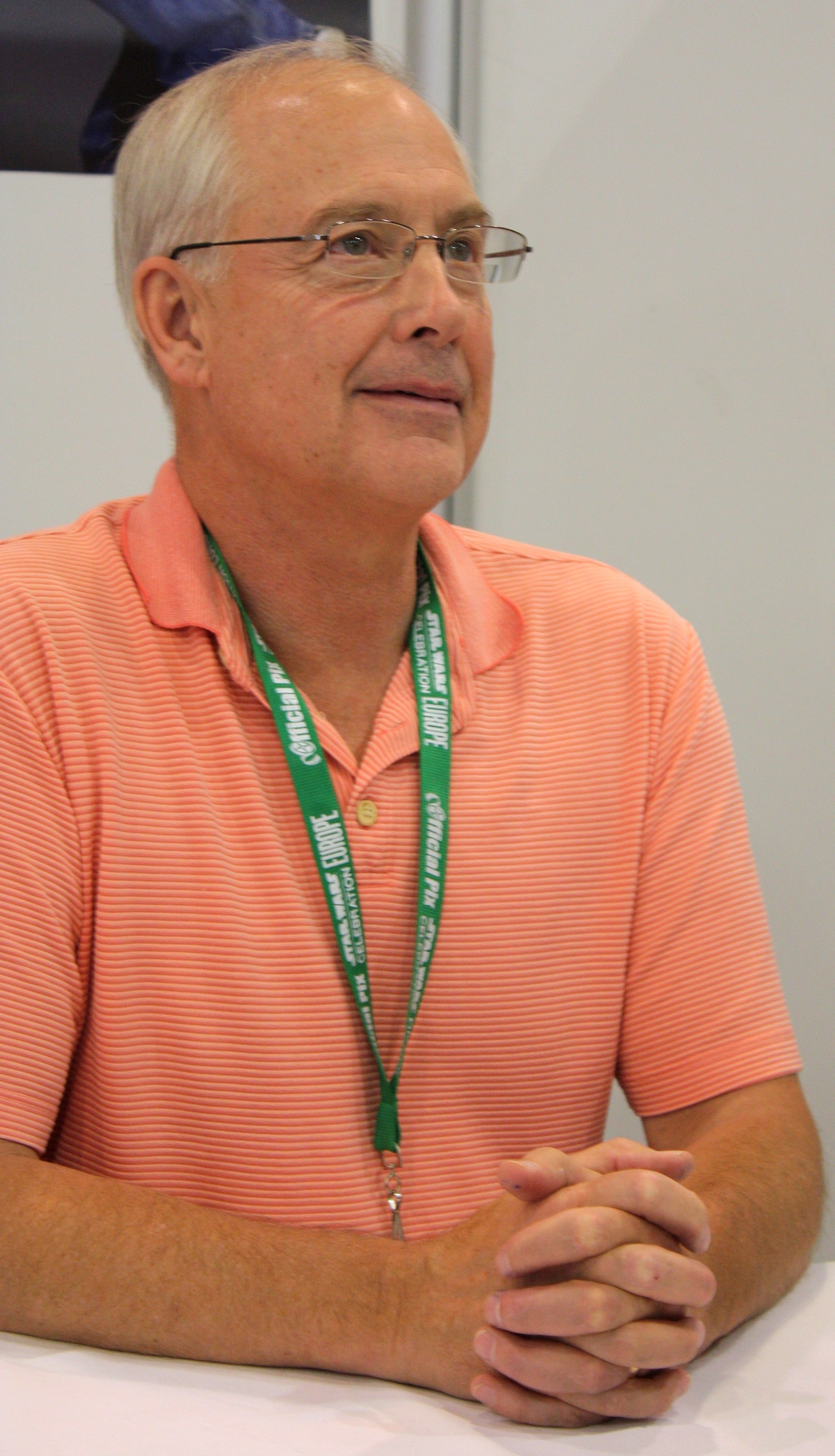
Ben Burtt (2013)

Benjamin P. „Ben“ Burtt Jr. (* 12. Juli 1948 in Jamesville, New York) ist ein US-amerikanischer Tontechniker und Sound Designer, der als Pionier auf dem Gebiet der modernen Tontechnik, vor allem in Science-Fiction- und Fantasy-Filmen gilt.

## Leben
Burtt wurde als Sohn des Chemikers und Universitätsprofessors Benjamin P. Burtt Sr. (1921–2012) in einer Kleinstadt bei Syracuse geboren und absolvierte sein College-Studium in Physik. 1970 gewann er ein nationales Studenten-Filmfestival mit dem Kriegsfilm Yankee Squadron. Für seine Spezialeffekte im Film Genesis erhielt er ein Stipendium an der Universität von Südkalifornien. Dieses schloss er mit einem Master im Fach Filmproduktion ab.
In früheren Science-Fiction-Filmen wurden futuristische Geräte und Waffen meist durch elektronisch klingende Effekte unterlegt. Burtt modernisierte die Soundeffekte, indem er „natürlichere“ Töne suchte und für seine Effekte einsetzte. Beispielsweise benutzte er für den Klang der Lichtschwerter in Star Wars das Geräusch eines alten Filmprojektors. Er verwendet in vielen Filmen mit Vorliebe den Wilhelmsschrei, dem er dadurch zu Ruhm verholfen hat.
Burtts bemerkenswerteste Toneffekte sind u. a. die „Stimme“ des Star-Wars-Roboters R2-D2, der Sound der Lichtschwerter sowie der Düsenschlitten-Rennen („Speederbike“) in der Episode Die Rückkehr der Jedi-Ritter.
In zwei Star-Wars-Episoden hatte Burtt kleine Komparsenrollen: in Die Rückkehr der Jedi-Ritter spielte er einen Offizier des Imperiums, der von Han Solo im Inneren des Bunkers auf Endor von einer Balkonbrüstung geworfen wird. In Die dunkle Bedrohung erscheint er am Schluss im Hintergrund, wenn Amidala Palpatine gratuliert.
Sein Sohn Benjamin A. Burtt ist ebenfalls Tontechniker und wurde 2019 für Black Panther für den Oscar nominiert.

## Werk
Seine Arbeiten für den Film E. T. der Außerirdische (1982) sowie Indiana Jones und der letzte Kreuzzug (1989) wurde mit jeweils einem Oscar in der Kategorie Tonschnitt ausgezeichnet; für seinen Sound in Star Wars (1977) und Jäger des verlorenen Schatzes (1981) erhielt er den Special Achievement Award für besondere Verdienste im Bereich Sound- und Toneffekte. Außerdem inszenierte er 1996 den oscarnominierten Dokumentarfilm Special Effects: Anything Can Happen. In dem Film WALL·E von 2008 produzierte er die Stimme der Titelfigur und eines weiteren Roboters.

## Auszeichnungen
BAFTA
- 1979 Krieg der Sterne (Bester Ton)

Oscar
- 1978 Star Wars Episode IV – Eine neue Hoffnung (Sonderoscar für die besten Toneffekte)
- 1982 E. T. der Außerirdische (Bester Tonschnitt)
- 1989 Indiana Jones und der letzte Kreuzzug (Bester Tonschnitt)

Oscar-Nominierung
- 1983 Star Wars: Episode VI – Die Rückkehr der Jedi-Ritter (Bester Ton, Bester Toneffektschnitt)
- 1988 Willow (Bester Toneffektschnitt)
- 1989 Indiana Jones und der letzte Kreuzzug (Bester Ton)
- 1996 Spezialeffekte: Anything Can Happen (Bester Dokumentar-Kurzfilm)
- 1999 Star Wars: Episode I – Die dunkle Bedrohung (Bester Toneffektschnitt)
- 2009 WALL·E – Der Letzte räumt die Erde auf (Bester Tonschnitt)

Locarno Film Festival
- 2024 Vision Award Ticinomoda[2]